# Sky (groupe anglo-australien)
Pour les articles homonymes, voir Sky.
Sky est un groupe de rock instrumental anglo-australien dont la spécificité était la combinaison d'une variété de styles musicaux différents, principalement le rock, la musique classique et le jazz. 
Les membres les plus emblématiques du groupe étaient le guitariste classique John Williams, le bassiste Herbie Flowers, le guitariste électrique Kevin Peek, le batteur Tristan Fry et le claviériste Francis Monkman.